# Puteolana 1902
L'A.S.D. Puteolana 1902 è una società calcistica italiana con sede nella città di Pozzuoli (NA).
Le origini del calcio cittadino risalgono al 1902 con la fondazione del Puteoli, che divenne Puteolana nel 1919. Nella sua storia toccò l'apice nel 1921-1922, quando sfiorò la qualificazione alla finalissima per l'assegnazione dello scudetto, perdendo la finale di Lega Sud contro la Fortitudo di Roma.
Nel corso degli anni vi sono state diverse società ad alternarsi nel rappresentare la tradizione del club; fra queste, una delle più celebri fu il Campania Puteolana, che militò in Serie C1 tra gli anni ottanta e novanta.
Nel luglio del 2017 il club è stato rifondato, dopo alcuni anni di assenza dal panorama calcistico a causa di un precedente fallimento. Il presidente Carmine Franco ha infatti fatto ripartire la squadra dal campionato di Eccellenza, acquisendo il titolo dell'ASD Isola di Procida.
Anche se in passato il principale sodalizio flegreo ne ha assunto lo stesso nome (dal 1982 al 1986), esso non va confuso con l'attuale Puteolana 1909, la quale rappresenta la seconda squadra cittadina.

## Storia
La tradizione calcistica di Pozzuoli ha origine nel 1902 con la nascita del Puteoli Sport, società polisportiva che divenne Unione Sportiva Puteolana nel 1919. Se in principio adottò una casacca bianco-rossa a strisce verticali, col cambio di nome divenne interamente rossa.
Il club toccò l'apice nel 1921-1922, quando sfiorò la qualificazione alla finalissima per l'assegnazione dello scudetto, perdendo la finale di Lega Sud contro la Fortitudo di Roma, e laureandosi vicecampione dell'Italia centro-meridionale. Ma gli anni d'oro terminarono proprio a fine stagione: nel 1922 si sciolse per debiti e scomparve. Dalle sue ceneri sorse per una stagione la Unione Sportiva Flegrea, che disputò essenzialmente amichevoli.

La Puteolana nel 1922.

In seguito altre realtà locali rappresentarono Pozzuoli calcisticamente, le quali adottarono il granata come colore a partire dal 1924. Tra queste merita una menzione il Dopolavoro Ansaldo (in seguito ASF Puteolana) che ottenne un settimo posto nel Campionato Campano di Seconda Divisione 1931-1932 (quarto livello del periodo). La squadra in seguito disputò dei campionati uliciani, fino a quando, così come risulta dai documenti federali, si classificò al secondo posto in Seconda Divisione 1936-1937.

1932: il Dopolavoro Ansaldo Pozzuoli.

Tra gli anni sessanta e settanta il principale club puteolano, tra rifondazioni e fusioni varie, militò spesso in Serie D. La società, tuttavia, nel 1981-1982 disputò la Terza Categoria prima di fallire definitivamente per problemi economici al termine della stagione.
Tuttavia la scena fu occupata dalla nuova Puteolana 1909 già dalla stagione 1982-1983: il sodalizio infatti, sorto grazie al titolo sportivo dell'Internapoli, riportò la Serie D (nel frattempo ribattezzata Campionato Interregionale) a Pozzuoli. Nel 1986 il club scomparve, ed il presidente del Campania Mauriello spostò il titolo sportivo del club da Ponticelli a Pozzuoli, originando il Campania Puteolana: Pozzuoli ottenne così finalmente una squadra professionistica.
Il sodalizio del Campania Puteolana oscillò tra Serie C1 e Serie C2. Dopo essere retrocessa nei dilettanti nel 1991-1992, il presidente che dal 1988-1989 divenne Antonio Morra Greco (già lo fu del Campania di Ponticelli) riportò nuovamente il titolo sportivo a Ponticelli, lasciando a Pozzuoli un vuoto in parte colmato dall'unico club rimasto in città: la Unione Sportiva Puteolana 1909 che si piazzò ottava in Promozione Campania 1992-1993.

Campania Puteolana 1987-1988.

A Pozzuoli però sin dall'anno successivo giunse un'ulteriore società che rubò la scena all'altro club (quest'ultimo ad oggi è la seconda squadra di Pozzuoli): il Comprensorio Puteolano, sorto spostando nella città flegrea il titolo del Gragnano Calcio grazie ad imprenditori locali capitanati dal puteolano Fernando D'Auria. Il nuovo club militò pressoché stabilmente nel Campionato Nazionale Dilettanti. Il 29 luglio 1998 si trasformò in Football Club Puteolana, e al termine della stagione 1999-2000 la Pozzuoli calcistica ottenne per la prima volta sul campo la promozione nel professionismo: vincendo il girone G fu promossa nella Serie C2 2000-2001. Nella stessa stagione la squadra Juniores vinse il titolo di campione nazionale.
Seguì negli anni successivi un lento declino del club: al termine della stagione 2002-2003 abbandonò il calcio professionistico e nel 2007 retrocesse addirittura dall'Eccellenza alla Promozione. Ottenne un ripescaggio in Eccellenza, ma nel frattempo si era trasferito a Marano di Napoli, lasciando così un vuoto nella storia della Puteolana, fino al 2008 quando da Gragnano giunse l'Atletico Puteolana 2008 che riportò per un anno la Serie D, ma retrocesse e riconsegnò il titolo a Gragnano.
La svolta si ebbe nell'estate del 2012: grazie al titolo sportivo dell'Internapoli fu originata la Puteolana 1902 Internapoli, che ripartì dalla Serie D, nota poi come Puteolana 1902. Tuttavia, il sodalizio guidato dal duo Di Marino-Capuano ha vita breve; nel 2015, dopo la retrocessione in Eccellenza, la società non viene iscritta ai campionati agonistici.
Dopo due stagioni di inattività, nell'estate del 2017, Carmine Franco acquista il titolo dell'Isola di Procida, trasferendolo a Pozzuoli. Rinasce dunque la Puteolana 1902, con Marco Bottino nel ruolo di presidente, che riparte dal campionato regionale di Eccellenza..
Dopo tre anni di tentativi, a seguito dell'interruzione dei campionati dilettantistici causa pandemia Covid, data la 2ª posizione in campionato, la Puteolana viene promossa in Serie D. Nel novembre del 2020 la proprietà della Puteolana 1902 cambia presidente, il titolo passa dal presidente Casapulla ad Adamo Guarino.
Nel 2021 acquisisce il titolo sportivo di Eccellenza Campania della A.S.D. Pianura Calcio 1977. Il 3 aprile 2022, pareggiando 0-0 con l'Albanova calcio, conquista la matematica vittoria del campionato, accedendo così agli spareggi promozione per la Serie D. Il 5 maggio successivo viene promossa in Serie D battendo l'Angri ai calci di rigore. La permanenza in Serie D dura solo un anno, in quanto la squadra si classifica ultima in campionato e ritorna in Eccellenza: la stagione non si rivela fortunata. la compagine flegrea si classifica quarta in campionato vietandosi l'accesso ai play off promozione.
Il 10 giugno 2024 sui suoi canali social la società annuncia l'acquisto del titolo dal Real Casalnuovo per l'iscrizione al successivo campionato di serie D.
Dopo solo un anno, a fine maggio 2025 cede il titolo sportivo al Nola. A fine luglio si fonde con il MonteCalcio, club di Monte di Procida iscritto al campionato di Eccellenza.

## Colori e simboli

### Colori
| Periodo della società | Cambio denominazione   |
| --------------------- | ---------------------- |
| 1909-1922             | 1902 - Puteoli Sport   |
| 1909-1922             | 1909 - Puteoli SC      |
| 1909-1922             | 1919 - US Puteolana    |
| 1909-1922             | 1922 - US Flegrea      |
| 1923-1943             | 1923 - GGS Pozzuoli    |
| 1923-1943             | 1924 - SS Puteolana SC |
| 1923-1943             | 1927 - GS Puteolana    |
| 1923-1943             | 1931 - Dopol. Ansaldo  |
| 1923-1943             | 1932 - ASF Puteolana   |
| 1923-1943             | 1937 - GIL Pozzuoli    |

| Periodo della società | Cambio denominazione           |
| --------------------- | ------------------------------ |
| 1944-1982             | 1944 - AP Puteolana            |
| 1944-1982             | 1960 - US Puteolana Alba       |
| 1944-1982             | 1961 - Puteolana US            |
| 1944-1982             | 1962 - US Puteolana            |
| 1982-1986             | 1982 - SC Puteolana 1909       |
| 1986-1992             | 1986 - Campania Puteolana      |
| 1993-2007             | 1993 - Compr. Puteolano        |
| 1993-2007             | 1996 - Pozzuoli Calcio         |
| 1993-2007             | 1998 - FC Puteolana 1902       |
| 2008-2009             | 2008 - ASD Atl. Puteolana 2008 |

| Periodo della società | Cambio denominazione                |
| --------------------- | ----------------------------------- |
| 2012-oggi             | 2012 - SSD Puteolana 1902 Internap. |
| 2012-oggi             | 2014 - SSD Puteolana 1902           |
| 2012-oggi             | 2018 - ASD Sporting Puteolana 1902  |
| 2012-oggi             | 2019 - ASD Puteolana 1902           |

### Simboli ufficiali

#### Stemma
Il simbolo della Puteolana è il Diavolo. Dalla stagione 2012-2013 fino alla stagione 2013-2014, i simboli della puteolana erano due: il diavolo e il cavallo simbolo dell'Internapoli. Su alcune divise storiche della Puteolana, compare anche la lettera P, caratteristica ancora oggi in uso anche da parte della seconda squadra cittadina.

## Strutture

### Stadio
Lo stadio principale di Pozzuoli, teatro delle partite della Puteolana, è situato nella frazione di Arco Felice ed è intitolato a Domenico Conte, che fu Deputato e Sindaco della città oltre che allenatore, portiere e centravanti della Puteolana nel dopoguerra. Fu lui uno dei maggiori artefici della promozione dei campani in Serie D, nel 1963.
In passato la squadra locale giocò anche in altri stadi. Il primo campo, dove giocò le primissime partite agli inizi del XX secolo, si trovava nelle vicinanze del cantiere di proprietà inglese "Armstrong", la cui comunità britannica diede un forte impulso alla nascita e alla crescita del calcio locale. Successivamente il Puteoli (denominazione della Puteolana fino al 1919) si trasferì al campo sulla Solfatara, che fu ben presto abbandonato in seguito allo scoppio della prima guerra mondiale, anche perché troppo scomodo da raggiungere per gli abitanti del luogo.
Nel 1919 la Puteolana ereditò dagli inglesi lo stadio "Armstrong" in via Miliscola, costruito sempre dagli inglesi, di lunghezza 110x65 m e delimitato da un campo di agrumi. Fu in questo storico stadio che la Puteolana visse il suo periodo migliore, quello degli anni venti, quando militava in massima serie ed era una delle squadre più forti del Meridione. Proprio su questo terreno affrontò, in amichevole, la squadra allora più titolata d'Italia, il Genoa, perdendo di misura per due reti a una.

## Società
La A.S.D. Puteolana 1902 è una Associazione Sportiva Dilettantistica con sede in terza traversa Licola Patria, 2 ad Arco Felice frazione di Pozzuoli.

### Sponsor
| Cronologia degli sponsor tecnici - 1902-? ... - ?-oggi Legea | Cronologia degli sponsor ufficiali - 1902-? ... - ?-oggi Edil Santa Chiara |

## Diffusione nella cultura di massa
Il 9 dicembre 1989 durante il sorteggio dei gironi finali dei Mondiali di Calcio "Italia 90" al PalaEur di Roma, Sophia Loren, in mondovisione, raccontò che la prima squadra che aveva visto era stata la Puteolana a Pozzuoli.

## Allenatori e presidenti
Di seguito l'elenco degli allenatori e presidenti della Puteolana:
- 1902-1910 ...
- 1911  Nittle
- 1919-1921  Luigi Lucignano
- 1921-1922  Cesare Fiori
- 1922-1923 ...
- 1923-1926  Luigi Lucignano
- 1926-1927  Giuseppe Elia
- 1927-1931 ...
- 1931-1932  Nicola Cassese
- 1932-1933  Olindo Giovanni Manfrenati
- 1933-1937  Nicola Cassese
- 1937-1943 ...
- 1944  Aniello Rosati[20]
- 1945-1950  Giuseppe Ciaccio
- 1950-1951  Nicola Cassese
- 1951-1953  Giuseppe Ciaccio
- 1953-1954  Domenico Conte
- 1954-1955  Domenico Conte[21]
 Agostino Funari e  Stefano Sbriglia
- 1955-1956  Nicola Cassese
- 1956-1957  Jone Spartano
- 1957-1964  Domenico Conte
- 1964-1965  Fausto Formentin
 Domenico Conte
- 1965-1967  Sergio Morselli
- 1967-1968  Gennaro Boerio[22]
 Italo Galbiati e  Nicola Fumo
- 1968-1969  Renzo Sassi
- 1969-1970  Remigio Trulla[23]
- 1970-1971  Domenico Conte
- 1971-1973  Francesco Fiore
- 1973-1974  Giulio Lopez
- 1974-1975  Nicola D'Alessio Monte (1ª-17ª)
 Francesco Fiore (18ª-29ª)
 Domenico Conte (30ª-34ª)
- 1975-1976  Luigi Biccari (1ª-8ª)
 Jone Spartano (9ª-34ª)
- 1976-1977  Sergio Morselli (1ª-7ª)
 Giacomo De Caprio (8ª-16ª)
 Sergio Morselli (17ª-34ª)
- 1977-1978  Luigi Di Pietro
 Angelo Carrano
- 1978-1979  Michele Abbandonato
- 1979-1980  Carmine Tascone
- 1980-1981  Ciro Lubrano
 Antonio Vitale
- 1981-1982  Gennaro Di Bonito[24]
 Oscar Maso e  Gennaro Costantino[25]
- 1982-1983  Marco Fazzi
 Mario Sommella
 Vincenzo Di Costanzo
- 1983-1984  Francesco Lucchetti
- 1984-1985  Mario Schettino
- 1985-1986  Ciro Porro
 Gennaro Manfredi
- 1986-1987  Gastone Bean
- 1987-1988  Claudio Ranieri (1ª-18ª)
 Gastone Bean (19ª-25ª)
 Gennaro Rambone (26ª-30ª)
 Claudio Ranieri (31ª-34ª)
- 1988-1989  Cané
- 1989-1990  Angelo Orazi (1ª-32ª)
 Renzo Evangelisti (33ª-34ª e spareggio)
- 1990-1991  Giovanni Improta
- 1991-1992  Angelo Carrano (1ª-13ª)
 Mario Schettino (14ª-38ª)
- 1992-1993  Salvatore De Sio
 Fabrizio Bobbiesi
- 1993-1994  Vincenzo Granata
- 1994-1995  Alessandro Rosolino (1ª-12ª)
 Benito Montalto (13ª-18ª)
 Alessandro Rosolino (19ª-34ª)
- 1995-1996  Carmine Falso
- 1996-1997  Vincenzo Carannante (1ª-4ª)
 Mario Schettino (5ª-34ª)
- 1997-1998  Riccardo De Lella (1ª-5ª)
 Bonaventura Testa (6ª-23ª)
 Domenico Gargiulo (24ª-34ª)
- 1998-1999  Gaetano Musella
- 1999-2000  Carmine Falso
- 2000-2001  Ezio Capuano (1ª-33ª)
 Carmine Falso (34ª e play-off)
- 2001-2002  Carmine Falso (1ª-7ª)
 Giuseppe Palumbo (8ª-20ª)
 Giuseppe Raffaele (21ª-27ª)
 Fornaciari e  Centofanti (28ª)
 Vittorio Sepe (29ª e play-out)
- 2002-2003  Rosario Rivellino (1ª-6ª)
 Vincenzo Di Costanzo (7ª-8ª)
 Vincenzo Marino (9ª-18ª)
 Alessandro Rosolino (19ª-34ª)
- 2003-2004  Vittorio Sepe (1ª-7ª)
 Franco Villa (8ª-34ª)
- 2004-2005  Franco Villa (1ª-10ª)
 Scamardella (11ª-?ª)
 Gatta e  Grippa (?ª-27ª)
 Roberto Carannante (28ª-34ª)
- 2005-2006  Franco Villa (1ª-14ª)
 Onofrio Barone (15ª-22ª)
 Giovanni Quadri (23ª-34ª)
- 2006-2007  Vincenzo Potenza
- 2007-2008 Società inattiva
- 2008-2009  Salvatore Avallone[3]
- 2009-2012 Società inattiva
- 2012-2013  Corrado Sorrentino[3]
- 2013-2014  Salvatore Ambrosino (1ª-4ª)[3]
 Enzo Potenza[3] (5ª-?ª)
 Bruno Mandragora[3] (?ª-?ª)
 Enzo Potenza[3] (?ª-?ª)
- 2014-2015  Michele Cimmino (1ª-3ª)
 Pasquale D'Aniello (4ª)
 Ciro Muro (5ª-20ª)
 Roberto Carannante (21ª-34ª)
- 2015-2017 Società inattiva
- 2017-2018  Geppino Marino
 Salvatore Sarnataro
- 2018-2019  Pierfrancesco Ulivi
 Francesco Troise
 Pierfrancesco Ulivi
 Luigi Gargiulo
 Pasquale Matarese
- 2019-2020  Andrea Ciaramella
 Giovanni Iodice
 Francesco Chietti
- 2020-2021  Alfonso Pepe (precamp.)
 Luca De Martino (1ª-6ª)
 Teore Sossio Grimaldi (7ª-15ª)
 Andrea Ciaramella (16ª-34ª)
- 2021-2022  Salvatore Marra
- 2022-2023  Salvatore Marra (1ª-7ª)
 Salvatore Campilongo (8ª-18ª)
 Salvatore Marra (19ª-34ª)

- 1902-1909 ...
- 1909-1910  Giovannangelo Oriani
- 1912  De Fraia
- 1919-1920  Francesco Damiani
- 1920-1922  Alfonso D'Amato
- 1923-1928  Eduardo Greco
- 1928-1931 ...
- 1931-1932  Cesare Torti
- 1932-1933  Giuseppe Saccone
- 1933-1944 ...
- 1944-1945  Salvatore Pollice[26]
- 1945-1946  Italo Oriani
- 1946-1948  Eugenio Castellano
- 1948-1949  Giulio Terzaghi
- 1949-1950  Arduino Segaturi
- 1950-1951  Raimondo Annecchino[27]
- 1951-1952  Alfonso Allodi Varriale
- 1952-1953  Eugenio Castellano
- 1953-1954  Carmine Tufano (Comm. straor.)[28]
 Alfonso Artiaco[29]
- 1954-1956  Procolo Artiaco
- 1956-1957  Luigi De Cegli
- 1957-1960  Gennaro Pollice
- 1960-1962  Luigi Portanova
- 1962-1970  Michele Gamba
- 1970-1971  Luigi Mollo
- 1971-1972  Vincenzo Fiore (Comm. straor.)
- 1972-1975  Francesco Fiore (Comm. straor.)
- 1975-1976  Angelo Gentile (Comm. straor.)[27]
- 1976-1977  Antonio Pietropaolo (Comm. straor.)
- 1977-1978  Antonio Fago
- 1978-1981  Francesco Fiore
- 1981-1982  Francesco Fiore[24]
 Evangelista Chiocca[25]
- 1982-1986  Stefano Di Fede
- 1986-1988  Mario Giocondo Mauriello
- 1988-1991  Antonio Morra Greco
- 1991-1992  Antonio Morra Greco
 Francesco Fiore[30]
- 1992-1993  Gennaro Costantino
- 1993-1994  Fernando D'Auria
- 1994-2004  Attilio Cesarano
- 2004-2005  Attilio Cesarano (Azionista di maggioranza)
- 2005-2007  Salvatore Maddaluno
- 2007-2008 Società inattiva
- 2008-2009  Attilio Cesarano[3]
- 2009-2012 Società inattiva
- 2012-2014  Francesco Di Marino[3]
- 2014-2015  Gennaro Capuano[31]
- 2015-2017 Società inattiva
- 2017-2018  Antonio Diego Mauro
- 2018-2019  Danilo Leone
 Emanuele Casapulla e  Vincenzo Scognamiglio
- 2019-2020  Emanuele Casapulla
- 2020-2021  Emanuele Casapulla
 Adamo Guarino
- 2021-oggi  Pietro Di Costanzo

## Palmarès

### Competizioni interregionali
- Campionato italiano Serie C2: 1

1988-1989
- Campionato italiano Serie D: 1

1999-2000 (girone G)

### Competizioni regionali
- Promozione: 1

1969-1970 (girone A, Campania)

### Competizioni giovanili
- Campionato Juniores Dilettanti: 1

1999-2000
- Campionato regionale Allievi B: 1

2012-2013

### Altri piazzamenti
- Campionato Nazionale Dilettanti:

Terzo posto: 1998-1999 (girone I)
- Eccellenza:

Secondo posto: 1993-1994 (girone A)
Terzo posto: 2017-2018 (girone A)
- Coppa Italia Dilettanti Campania:

Finalista: 2019-2020

## Statistiche e record

### Partecipazione ai campionati
| Livello | Categoria                       | Partecipazioni | Debutto   | Ultima stagione | Totale |
| ------- | ------------------------------- | -------------- | --------- | --------------- | ------ |
| 1º      | Prima Divisione                 | 2              | 1921-1922 | 1925-1926       | 2      |
| 2º      | Seconda Divisione               | 1              | 1923-1924 | 1923-1924       | 1      |
| 3º      | Serie C1                        | 4              | 1986-1987 | 1990-1991       | 5      |
| 3º      | Terza Divisione                 | 1              | 1924-1925 | 1924-1925       | 5      |
| 4º      | Seconda Divisione               | 1              | 1929-1930 | 1929-1930       | 32     |
| 4º      | Promozione                      | 4              | 1948-1949 | 1951-1952       | 32     |
| 4º      | IV Serie                        | 4              | 1952-1953 | 1955-1956       | 32     |
| 4º      | Serie D                         | 14             | 1963-1964 | 1977-1978       | 32     |
| 4º      | Serie C2                        | 5              | 1988-1989 | 2002-2003       | 32     |
| 4º      | Serie D                         | 4              | 2014-2015 | 2024-2025       | 32     |
| 5º      | Serie D                         | 2              | 1978-1979 | 1979-1980       | 16     |
| 5º      | Campionato Interregionale       | 3              | 1982-1983 | 1984-1985       | 16     |
| 5º      | Campionato Nazionale Dilettanti | 5              | 1994-1995 | 1998-1999       | 16     |
| 5º      | Serie D                         | 6              | 1999-2000 | 2013-2014       | 16     |

Il conteggio esclude ogni forma di campionato disputato esclusivamente in ambito regionale.

### Statistiche di squadra
- Vittoria più larga: Puteolana-Savoia 7-0 (Prima Categoria 1920-1921)
- Vittoria più larga in trasferta: Naples-Puteolana 0-4 (Prima Divisione 1921-1922)
- Sconfitta più larga: Internaples-Puteolana 6-0 (Prima Divisione 1925-1926)
- Sconfitta più larga in casa: Puteolana-Andria 2-7 (Serie D 2014-2015)

### Statistiche individuali
Le statistiche tengono conto delle gare ufficiali, compresi play-off, play-out, poule scudetto e spareggi, dal 1945 al 2007:
| Record di presenze - 287 Severino Mentoglio - 269 Antonio D'Ambrosio - 211 Francesco Fiore - 207 Rocco Capone - 202 Giuseppe Falanga | Record di reti - 168 Severino Mentoglio - 152 Gennaro Illiano - 65 Giovanni Verbini - 55 Giuseppe Falanga - 45 Gennaro Basile |

## Tifoseria

### Storia
Gli ultras prendono posto al centro del settore "Distinti" dello stadio Domenico Conte. Attualmente, l'unico gruppo presente è Noi Di Pozzuoli. Nella parte alta della curva Serrapica, invece, prendono posto i gruppi storici della tifoseria puteolana: Fedelissimi, Red Devils e Vecchia Guardia e, nella parte bassa, il Club Cuore Granata "Francesco Serrapica".

### Gemellaggi e rivalità
Gli ultras puteolani sostengono un unico gemellaggio con la tifoseria della Palmese. Oltre ad intrattenere buoni rapporti con la tifoseria tarantina vantano un rapporto di intensa amicizia con i tifosi della Frattese e del San Giorgio (gemellati con i Frattesi). La principale rivalità, nonché storica che accomuna anche i loro amici frattesi, è quella con il Giugliano. Seguono per ordine di importanza: Afragolese (sorta nel 2017-18 in seguito agli scontri a margine della gara Casoria-Puteolana, essendo essi gemellati con i viola nonché amici degli stessi Giuglianesi), Brindisi (anch'essi amici dei Giuglianesi), Casoria, Foggia e Gladiator. Un'altra rivalità in seguito ad incidenti nel 2015, è quella con gli ultras del Manfredonia che costò agli ultras puteolani alcune diffide. Infine, scontri con i tifosi del Pomigliano (febbraio 2020) e dell’Ischia (gennaio 2022).